# Секулин, Андреа
Андреа Секулин (итал. Andrea Seculin; родился 14 июля 1990 года, Гориция, Италия) — итальянский футболист, вратарь клуба СПАЛ.

## Клубная карьера
В январе 2008 года Андреа Секулин заключил 4,5-летний контракт с клубом «Фиорентина». Он выступал за её молодёжную команду, но за главную так и не сыграл в официальных матчах. В июле 2011 года Секулин был отдан в аренду «Юве Стабии». 27 августа того же года он дебютировал в Серии B, выйдя в основном составе в гостевой игре с «Эмполи».
Летом 2013 года Андреа Секулин перешёл в клуб «Кьево Верона». Сезон 2013/14 он на правах аренды провёл за команду Серии B «Авеллино 1912». 3 февраля 2016 года Секулин дебютировал в Серии А, выйдя в основном составе «Кьево» в гостевом поединке против миланского «Интера».